# Verordnung über das Schiffspersonal auf dem Rhein
Die Verordnung über das Schiffspersonal auf dem Rhein (Schiffspersonalverordnung-Rhein, RheinSchPersV) wird von der Zentralkommission für die Rheinschifffahrt erlassen. Sie regelt die Besatzungsvorschriften für Schiffe, die den Rhein befahren, auf internationaler Basis.

## Übersicht der Verordnung über das Schiffspersonal auf dem Rhein
Teil I: Allgemeine Bestimmungen (§§ 1.01–1.03)
Kapitel 1: Allgemeine Bestimmungen für Teile I, II und III (§§ 1.01–1.03)
Teil II: Besatzungsvorschriften (§§ 2.01–5.11)
Kapitel 2: Allgemeine Bestimmungen für Teil II (§§ 2.01–2.02)
Kapitel 3: Bestimmungen für alle Fahrzeugarten (§§ 3.01–3.23)
Abschnitt 1: Befähigungen der Besatzungsmitglieder (§§ 3.01–3.09)
Unterabschnitt 1: Voraussetzungen für den Erwerb der Befähigungen (§§ 3.02–3.04)
Unterabschnitt 2: Art des Nachweises der Befähigung (§§ 3.05–3.07)
Unterabschnitt 3: Fahrzeit (§§ 3.08–3.09)
Abschnitt 2: Mindestruhezeit (§§ 3.10–3.13)
Abschnitt 3: Mindestbesatzung an Bord (§§ 3.14–3.23)
Kapitel 4: Ergänzende Bestimmungen für das Sicherheitspersonal auf Schiffen, die gefährliche Güter befördern (§ 4.01)
Kapitel 5: Ergänzende Bestimmungen für das Sicherheitspersonal auf Fahrgastschiffen (§§ 5.01–5.08)
Abschnitt 1: Anforderungen für den Erwerb und den Nachweis der Befähigungen (§§ 5.02–5.08)
Abschnitt 2: Anforderungen an den Betrieb der Fahrgastschiffe (§§ 5.09–5.11)
Teil III: Patentvorschriften (§§ 6.01–9.04)
Kapitel 6: Allgemeine Bestimmungen für Teil III (§§ 6.01–6.04)
Kapitel 7: Schifferpatente (§§ 7.01–7.25)
Abschnitt 1: Erwerb der Befähigung (§§ 7.01–7.07)
Unterabschnitt 1: Patentarten (§§ 7.01–7.04)
Unterabschnitt 2: Streckenkenntnisse (§§ 7.05–7.07)
Abschnitt 2: Zulassungs- und Prüfungsverfahren (§§ 7.08–7.16)
Abschnitt 3: Kontrolle der Tauglichkeit (§§ 7.17–7.19)
Abschnitt 4: Überprüfung und Entzug (§§ 7.20–7.25)
Kapitel 8: Radarpatent (§§ 8.01–8.08)
Kapitel 9: Übergangsbestimmungen (§§ 9.01–9.04)
Anlagen:
A: Besatzung (§§ A1–A5)
B: Tauglichkeit (§§ B1–B3)
C: Sicherheitspersonal auf Fahrgastschiffen (§§ C1–C4)
D: Patente (§§ D2–D8)

## Örtliche Geltung
Die RheinSchPersV bestimmt nicht ausdrücklich eine örtliche Geltung. Im Gesetzestext wird der Rhein erwähnt. Da allerdings Rechtsvorschriften für Bodensee und Hochrhein von der Internationalen Schifffahrtskommission für den Bodensee geregelt werden, kann vermutet werden, dass die RheinSchPersV für die Schifffahrt auf dem Rhein ab Basel (Mittlere Rheinbrücke, km 166,64) rheinabwärts bis zur Mündung gilt.

## Besatzungsvorschriften
Die Besatzungsvorschriften der RheinSchPersV gelten
- für Schiffe ab 20 m Länge oder 100 m3 Volumen (auch für Sportboote!)
- unabhängig von den Schiffsmaßen für Schlepp- und Schubboote, Fahrgastschiffe, schwimmende Geräte und Schiffe mit einem Zulassungszeugnis nach ADN
- nicht für Fähren.

Abhängig von der Schiffsart und -länge, der Betriebsform (tägliche Fahrtdauer) und dem Ausrüstungsstandard (grob: mit oder ohne Bugstrahlruder) wird vorgeschrieben, wie viele Personen mit welcher Befähigung mindestens zur Schiffsbesatzung gehören müssen. Ebenso ist festgelegt, wie Befähigungen nachzuweisen sind und welche Ruhezeiten einzuhalten sind. Für Fahrgastschiffe und Schiffe, die gefährliche Güter befördern, sind entsprechende Vorschriften für zusätzliches Sicherheitspersonal enthalten.
Wichtig für die Sportschifffahrt: Sportboote unter 20 m Länge dürfen von einer Person alleine gefahren werden. Ab 20 m Länge muss eine weitere Person, die in der Lage ist, bei den Schiffsmanövern zu helfen, an Bord sein (§ 3.22).

## Patente
Die RheinSchPersV kennt fünf Patente:
1. das Große Patent zum Führen aller Fahrzeuge;
2. das Kleine Patent zum Führen eines Fahrzeuges von weniger als 35 m Länge, wenn es sich nicht um ein Schlepp- oder Schubboot handelt oder wenn es keine gekuppelten Fahrzeuge fortbewegt, oder zum Führen eines Fahrzeuges, das zur Beförderung von nicht mehr als 12 Fahrgästen bestimmt ist;
3. das Sportpatent zum Führen eines Sportfahrzeuges von weniger als 25 m Länge;
4. das Behördenpatent zum Führen von Behördenfahrzeugen und Feuerlöschbooten;
5. das Radarpatent für die Radarfahrt.

Für Sportboote unter 15 m Länge genügt ein Befähigungszeugnis, das den nationalen Vorschriften der
Rheinuferstaaten und Belgiens für Binnengewässer entspricht, in Deutschland also der Sportbootführerschein Binnen.
Alle Patente (außer dem Radarpatent, das für den ganzen Rhein gilt) können für den ganzen Rhein oder für einzelne Strecken, für die Streckenkunde erforderlich ist, ausgestellt werden; sie gelten in jedem Fall auch für alle Strecken ohne Streckenkundepflicht.
Die RheinSchPersV regelt die Voraussetzungen zum Erwerb der Patente, die Prüfungsinhalte und -verfahren, die Anerkennung gleichwertiger Schiffsführerzeugnisse sowie die Gültigkeitsdauer und den Entzug der Patente.